# Anmer Hall

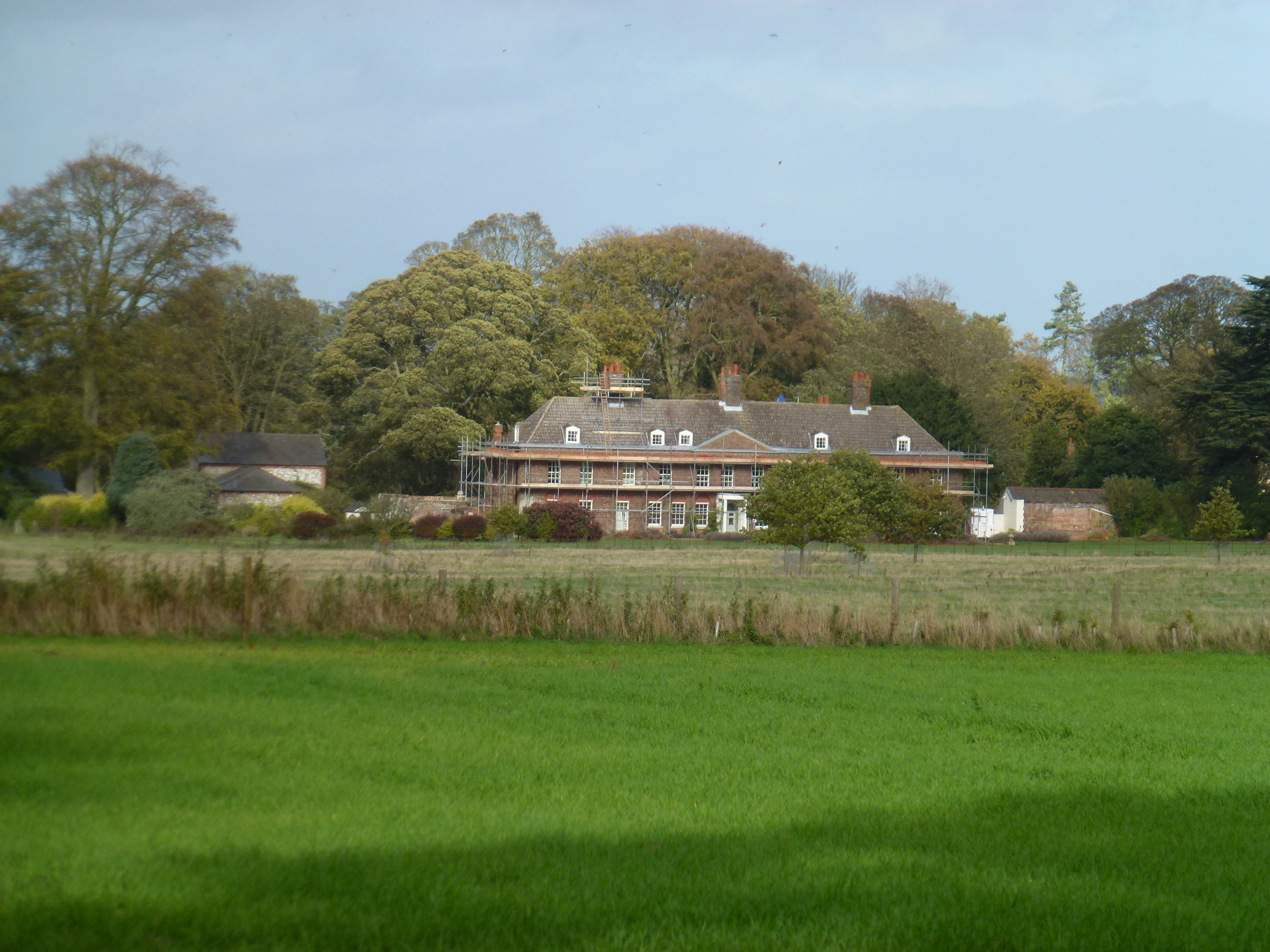
Landhaus Anmer Hall in Norfolk: Südansicht

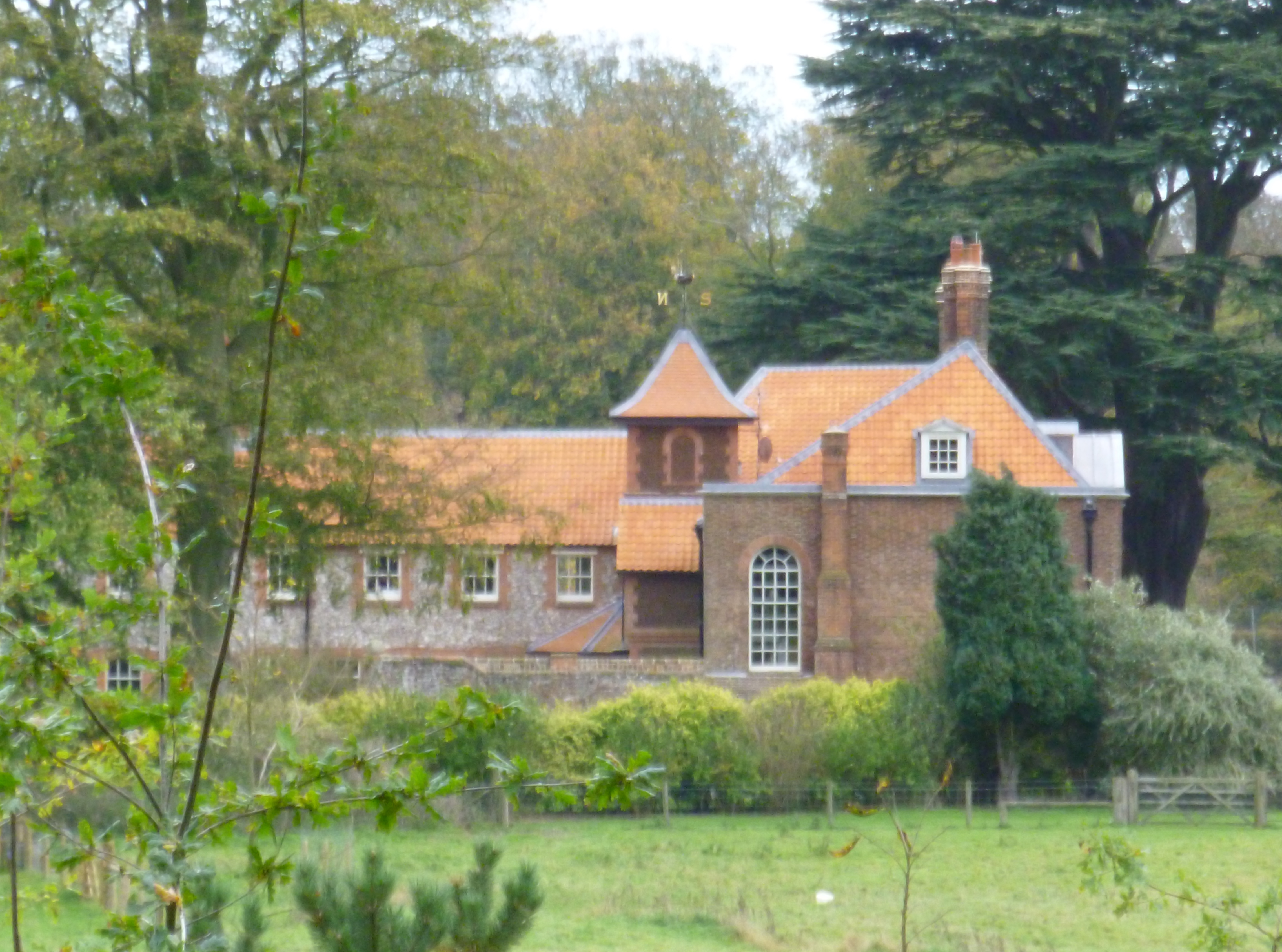
Anmer Hall, Westansicht: Fassade überwiegend nach 1896

Anmer Hall ist Teil des königlichen Besitzes Sandringham Estate in der englischen Grafschaft Norfolk. Das Anwesen ist Landwohnsitz der Familie des Prinzen William, Prince of Wales und seiner Ehefrau Catherine, Princess of Wales.

## Beschreibung
Neben den parkähnlich angelegten Freiflächen, einem Pool und einem Tennisplatz verfügt das Anwesen über mehrere Gebäude. Davon ist das Haupthaus aus dem 18. Jahrhundert aufgrund seiner Größe von 10 Schlafzimmern das markante Element im Anwesen. Das Gebäude verfügt über zwei Geschosse mit Dachgeschoss (Walmdach und Dachgauben). Die lange Südfassade aus roten Ziegelsteinen ist im Erdgeschoss von 13 Fenstern gegliedert. Mittig ist ein von Säulen akzentuierter doppelflügeliger Zugang angelegt. Das Portal führt über eine Veranda direkt in den Park, es geht in den darüber liegenden Geschossen in drei Korbbogenfenster mit aufgesetztem Giebelelement über. Die Fassade wurde bereits 1815 nachgearbeitet. 
Die Nordseite des Haupthauses, erreichbar über eine Zufahrt, umfasst neben dem Hauptzugang zum Gebäude einen Seitenflügel mit einer Bruchsteinfassade aus dem 17. Jahrhundert und einen quadratischen Turm. Um 1900 erfolgten an den Fassaden Renovierungsarbeiten, dabei wurde neben den architektonischen Vorsprüngen vermutlich die Eingangshalle und der Turm ergänzt.

## Geschichte und heutige Nutzung
Anmer Hall wurde im 18. Jahrhundert im sogenannten georgianischen Stil in unmittelbarer Nähe zur Ortschaft Anmer erbaut. Teile des Gebäudes stammen vermutlich bereits aus dem 17. Jahrhundert und wurden im Zuge eines umfangreichen Umbaus in die georgianische Architektur integriert. Seit mindestens 1705 saß hier die Familie Coldham, bevor das Anwesen 1896 an den Prinzen von Wales, Eduard VII., verkauft und Anmer Hall Teil von Sandringham Estate wurde. Bereits 1862 erwarb Königin Victoria Sandringham House als Hochzeitsgeschenk für den Prince of Wales, den späteren König Eduard VII. Die Nachbargrundstücke wurden in den Folgejahren sukzessive zum Anwesen dazu gekauft und wurden zu Sandringham Estate.
In den darauf folgenden Jahren wurde Anmer Hall Privatsitz des John Loader Maffey, 1. Baron Rugby (1877–1969), Generalgouverneur des Sudan, Staatssekretär im Kolonialamt und Botschafter in Dublin. Seine Tochter Penelope (1910–2005) war mit der Königsfamilie befreundet und angeblich eine Favoritin von König George V. Kurz darauf wurde das Anwesen bis 1990 von Queen Elisabeth an Prince Edward, Duke of Kent, und die Duchess of Kent, vermietet, die das Anwesen 18 Jahre als Landhaus nutzten. Nachdem sie das Anwesen verlassen hatten, wurde es 10 Jahre durch den Unternehmer Hugh van Cutsem und seiner Familie angemietet. Zuletzt bewohnte die Familie Everett das Objekt, bis die Queen das Anwesen anlässlich der Ehe zwischen William und seiner Braut Catherine 2011 zu deren Hochzeitsgeschenk machte. 
Neben dem Hauptwohnsitz im Kensington Palace machte das Ehepaar Anmer Hall zu seinem Landsitz. Dazu wurde das Anwesen intensiv um- und ausgebaut, zusätzlich erfolgten umfangreiche Sanierungsarbeiten: So wurden Garten-, Frei- und Zufahrtflächen umgestaltet, das Dach und die Fenster am Haupthaus erneuert, Garagen und Lagergebäude zu Wohnzwecken für Sicherheits- und Betreuungspersonal ausgebaut sowie ein Gartenpavillon angebaut.